# Rhinella magnussoni
Rhinella magnussoni är en groddjursart som beskrevs av Lima, Menin och Araújo 2007. Rhinella magnussoni ingår i släktet Rhinella och familjen paddor. IUCN kategoriserar arten globalt som livskraftig. Inga underarter finns listade i Catalogue of Life.